# Objekt planetarer Masse

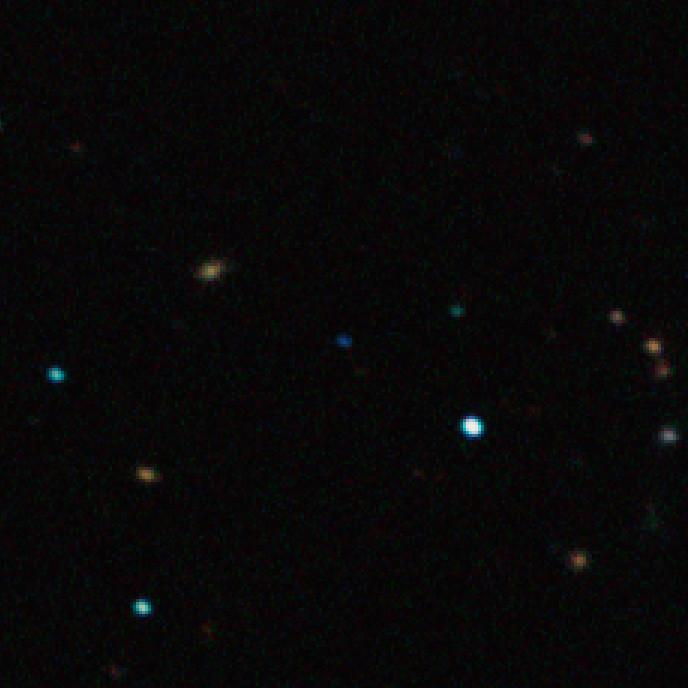
Infrarotaufnahme des freifliegenden Planeten CFBDSIR 2149-0403 (schwacher blauer Punkt in der Bildmitte)

Objekt planetarer Masse (englisch planetary-mass object, kurz PMO) ist ein Sammelbegriff für astronomische Objekte mit einer Masse
- kleiner als Braune Zwerge, d. h. weniger als etwa 13 Jupitermassen, die ein Objekt minimal für die Deuteriumfusion benötigt, und
- größer als Kleinkörper (Asteroiden und Kometen), d. h. das hydrostatische Gleichgewicht ist erreicht.

Je nach ihrer gravitativen Bindung an andere Objekte werden mehrere Arten von PMOs unterschieden:
- „Monde planetarer Masse“, die ein anderes Objekt planetarer Masse umkreisen
- Planeten, Zwergplaneten und Exoplaneten, die einen Stern bzw. Braunen Zwerg umkreisen
- Rogue Planets (von englisch rogue planet, auch freifliegender bzw. vagabundierender Planet (englisch free floating planet, FFP), Einzelgänger-Planet, Waisenplanet oder (der oder das) Planemo (von engl. planetary mass object)[1]), die nicht gravitativ an einen massereicheren Körper gebunden sind

Hauptsächlich wird dieser Begriff für letztere Objekte gebraucht. Diese haben entweder das Planetensystem, in dem sie ursprünglich entstanden sind, verlassen, zum Beispiel indem sie herausgeschleudert wurden (interstellares Objekt) – oder sie waren nie gravitativ an einen Stern oder Braunen Zwerg gebunden und sind selbst wie ein Stern entstanden, die sogenannten Sub-Brown Dwarfs.

## Sichtbarkeit und vermutete Häufigkeit
Freifliegende Planeten sind vergleichsweise schwer zu finden, da sie im sichtbaren Licht nicht leuchten, nicht nennenswert das Licht eines Sterns reflektieren und auch nicht durch ihren Einfluss auf einen Stern zu entdecken sind. Mit Infrarotteleskopen konnten jedoch aufgrund ihrer eigenen Wärmeemissionen einige Kandidaten für solche Objekte in der Galaxis entdeckt werden, sodass man heute davon ausgeht, dass in der Milchstraße beinahe doppelt so viele freifliegende Planeten wie Sterne existieren, also bei geschätzt 100–300 Milliarden Sternen um die 400 Milliarden freifliegende Planeten.
Eine ähnliche Schätzung gelang für eine 3,8 Mrd. Lichtjahre entfernte Galaxie, die als Gravitationslinse zwischen der Erde und dem Quasar RX J1131-1231 sehr genau untersucht wurde.

## Eigenschaften
Die Massen der bisher bekannten PMOs sind häufig wesentlich größer als die Massen der traditionellen Planeten des Sonnensystems. Dies liegt zum einen daran, dass Sub-Brown Dwarfs unterhalb einer Jupitermasse nicht mehr entstehen können, zum anderen an der allgemein größeren Schwierigkeit, kleinere und leichtere Objekte nachzuweisen.

## Beispiele

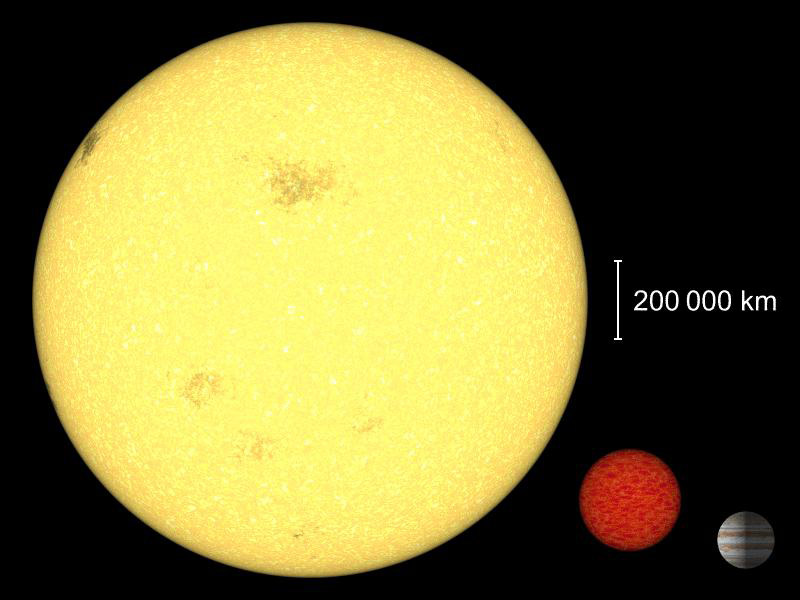
Größenvergleich: Sonne, Cha 110913-773444 und Jupiter.

Das Objekt Cha 110913-773444 ist von einer Staubscheibe umgeben und wurde 2005 mit dem Spitzer-Weltraumteleskop entdeckt. Es besitzt rund acht Jupitermassen und löste durch seine Entdeckung und unklare Einordnung als Stern oder Planet die Debatte aus, aus welcher die Bezeichnung „Planemo“ hervorging.
Das Objekt PSO J318.5-22, dessen Entdeckung am 1. Oktober 2013 veröffentlicht wurde, besitzt nach Kenntnisstand vom Mai 2014 ungefähr sechs Jupitermassen und ist damit zu massearm, um ein Stern oder ein Brauner Zwerg zu sein.
Das Objekt OTS 44 wurde 2004 mit 15 Jupitermassen als der kleinste zu diesem Zeitpunkt bekannte Braune Zwerg mit einer protoplanetaren Staubscheibe beschrieben. Nach Kenntnisstand vom November 2014 besitzt er um 11,5 Jupitermassen; allerdings ist die Ableitung aus den Messdaten erheblich unsicher (5–17 Jupitermassen), sodass er wahrscheinlich, aber nicht nachgewiesenermaßen ein Objekt planetarer Masse ist.
Das Objekt SIMP J013656.5+093347 wurde 2006 entdeckt und der Spektralklasse T2.5 zugeordnet. Erst 2017 wurde erkannt, dass es sich bei dem Objekt nicht um einen braunen Zwerg, sondern um ein PMO handelt. Es ist der erdnächste bisher entdeckte Himmelskörper dieser Art.
Weitere Beispiele für Objekte planetarer Masse sind S Ori 68 und S Ori 70 im Sternbild Orion.
Das im Juni 2016 beobachtete Mikrogravitationslinsen-Ereignis OGLE-2016-BLG-1928 wird in einer im Oktober 2020 erschienenen Veröffentlichung als die Beobachtung eines Objektes planetarer Masse mit einer Größe zwischen Erd-  und Marsgröße gedeutet, das wahrscheinlich freifliegend ist, aber auch ein Planet sein könnte, der einen unbeobachteten Zentralstern in einer Entfernung von mindestens 8 AE umrundet.

## Bekannte Kandidaten
„Bisher waren nicht viele dieser Objekte bekannt, aber ein Team von Astronomen hat mit Hilfe von Daten mehrerer Teleskope der Europäischen Südsternwarte (ESO) und anderer Einrichtungen mindestens 70 neue Einzelgänger-Planeten in unserer Galaxie [in den Sternbildern Skorpion und Ophiuchus, einer sonnennahen Sternentstehungsregion] entdeckt. Dies ist die größte jemals entdeckte Gruppe vagabundierender Planeten und ein wichtiger Schritt zum Verständnis der Ursprünge und Eigenschaften dieser […] galaktischen Nomaden.“
Eine Liste von bekannten Einzelgänger-Planeten ist im Artikel Liste von Exoplaneten verzeichnet.